# Richard Ouzounian
Richard Ouzounian (Nova Iorque, 8 de março de 1950) é um jornalista e artista de teatro norte-americano. Ouzounian foi o principal crítico de teatro do Toronto Star e o correspondente de teatro canadense da Variety.

## Biografia

### Início de vida
Ouzounian nasceu em Nova York. Descendente de escoceses e irlandeses, foi adotado por uma família armênia-italiana-finlandesa.
Richard foi educado na Regis High School e, em 1970, recebeu seu BA em Literatura Inglesa pela Fordham University. Ele completou seus estudos de mestrado em Teatro e Escrita Criativa na Universidade de British Columbia em 1972.

## Carreira

### Jornalismo
Seu trabalho jornalístico foi visto em muitas das principais publicações canadenses e é um orador público em demanda. A partir de 2000, foi crítico de teatro do Toronto Star, o maior jornal diário do Canadá. Ele também escreveu perfis de celebridades e histórias de viagens.
No verão de 2003, McArthur & Company publicou Are You Trying to Seduce Me, Miss Turner?, uma coleção de entrevistas com celebridades que ele havia conduzido desde que ingressou no Toronto Star. Ele apresentou sua revisão final para o Star em dezembro de 2015.
De 2002 a 2013, Ouzounian também foi responsável por reportar e revisar a cena teatral canadense para a Variety. Em 2006, Toronto Life se referiu a ele como "o crítico mais influente da cidade".

### Prêmios
Richard foi nomeado um honorário Doutor em Letras Sagradas pela Universidade Thorneloe em 2003.